# لکسینگتون (کارولینای شمالی)
لکسینگتون (به انگلیسی: Lexington) شهری در ایالت کارولینای شمالی کشور ایالات متحده آمریکا است که جمعیت آن در سرشماری سال ۲۰۱۰ میلادی، ۱۸٬۹۳۱ نفر بوده‌است.

## نگارخانه

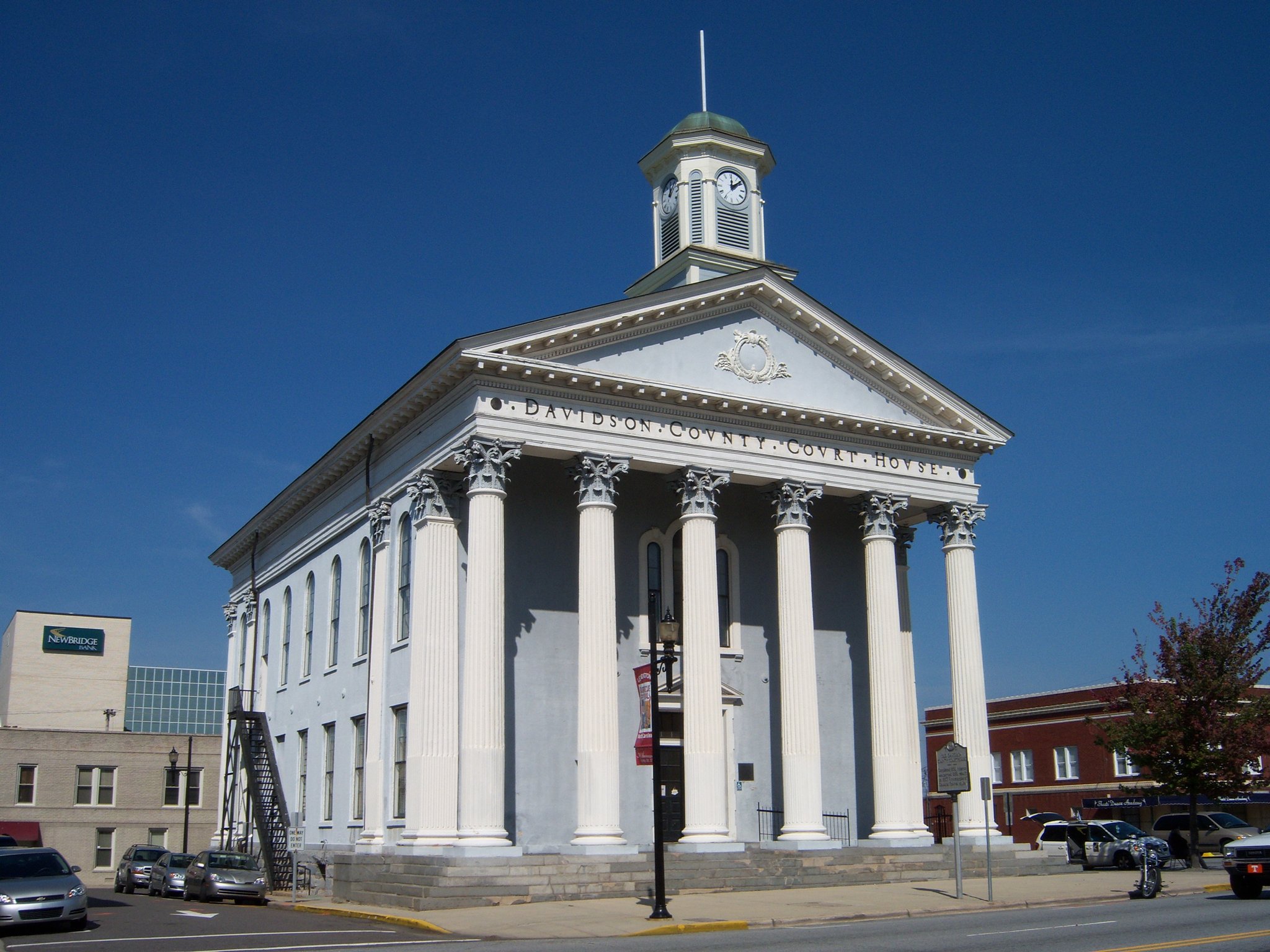
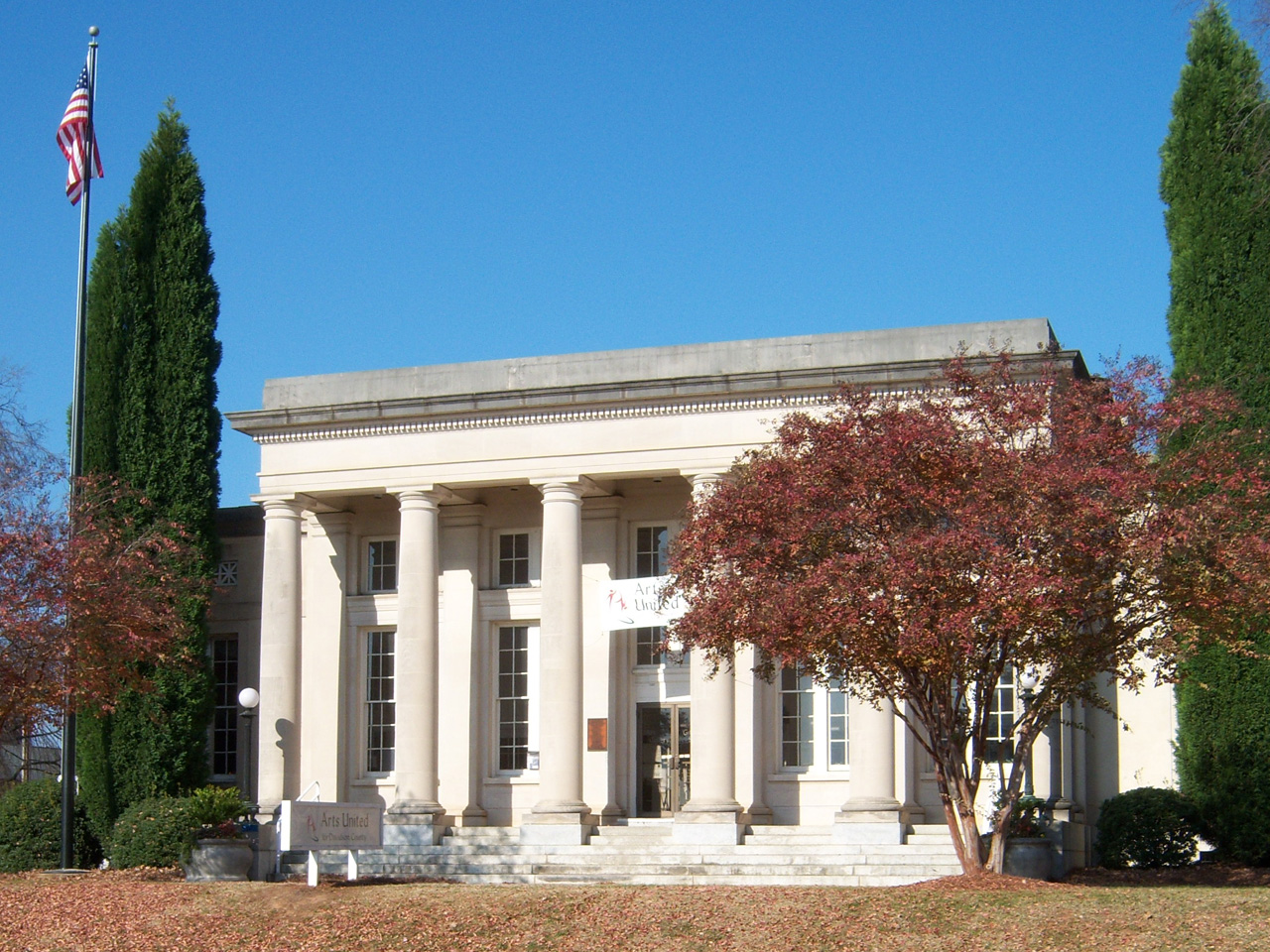
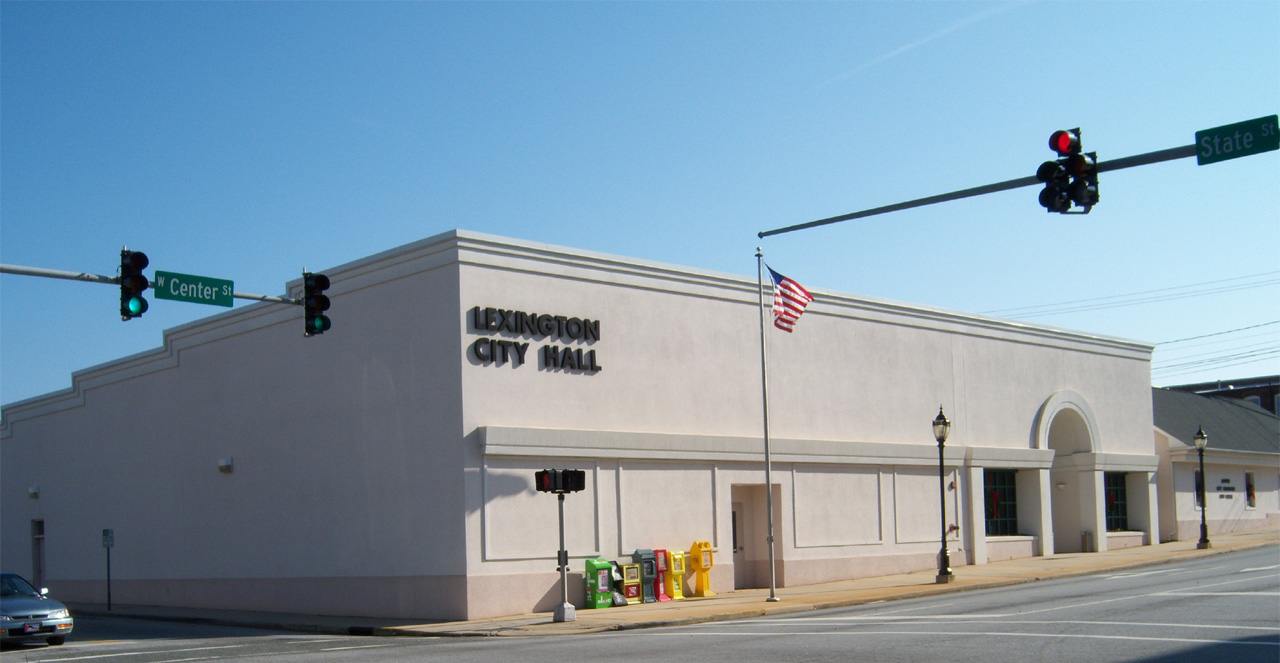
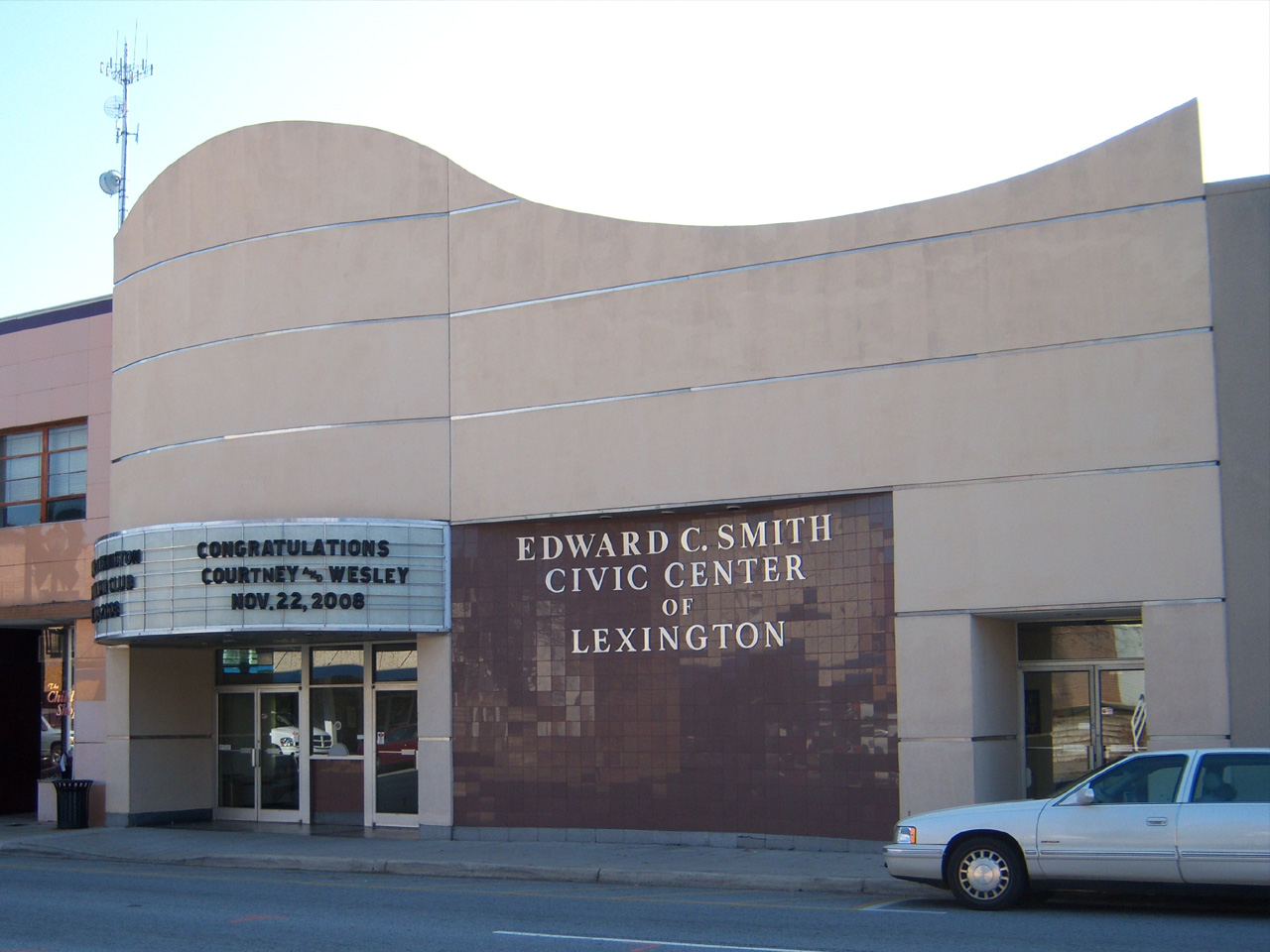
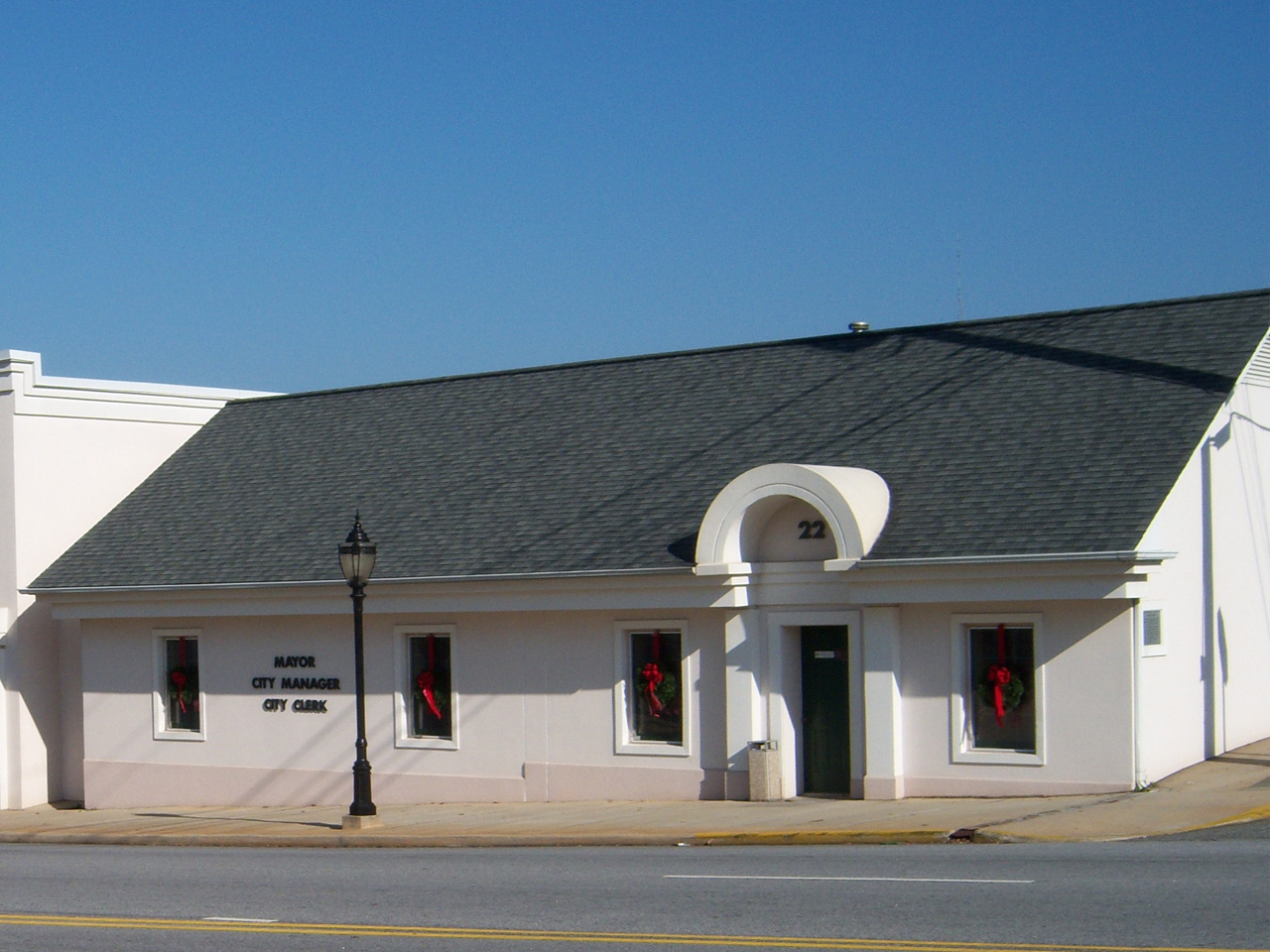
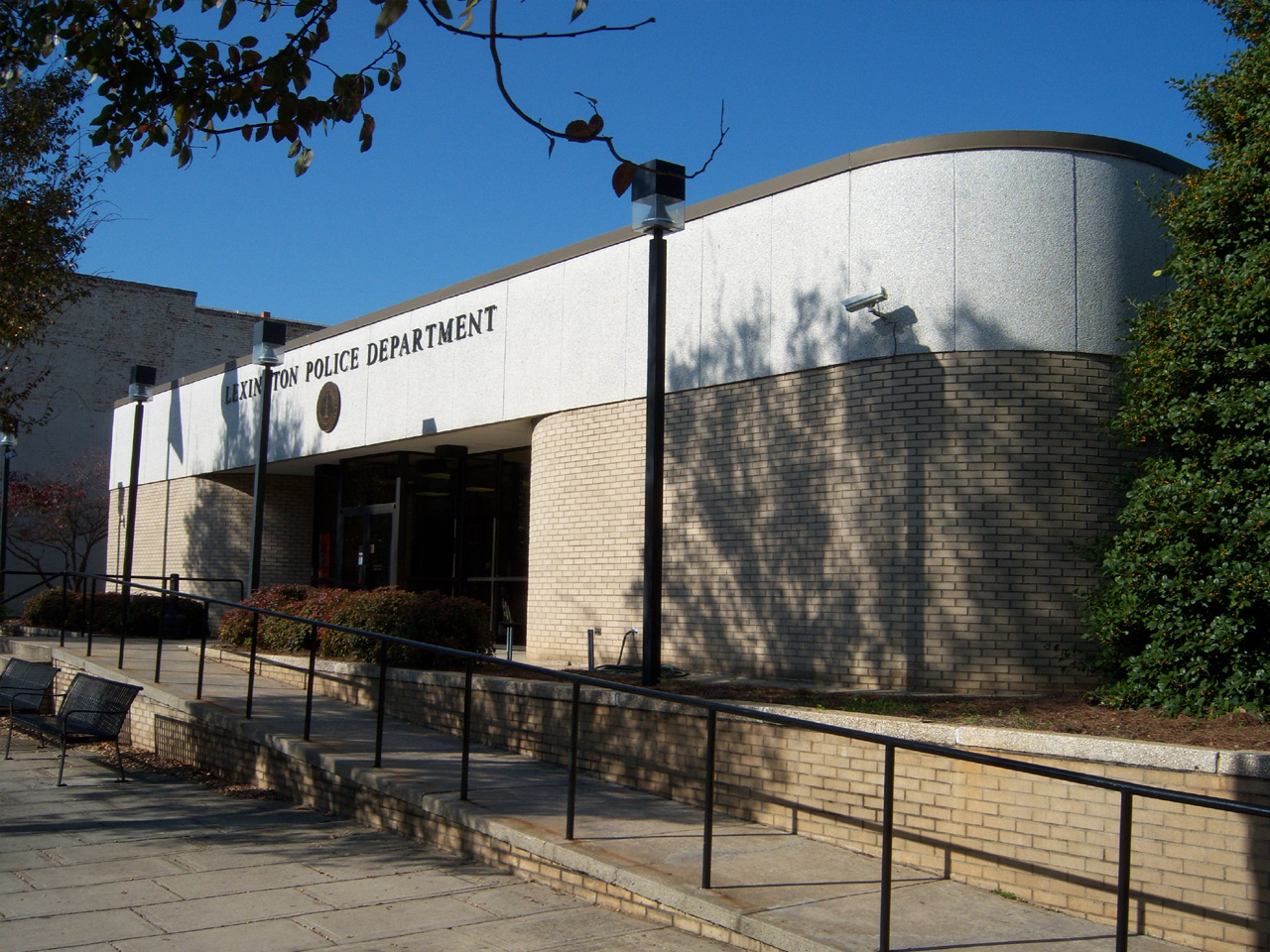
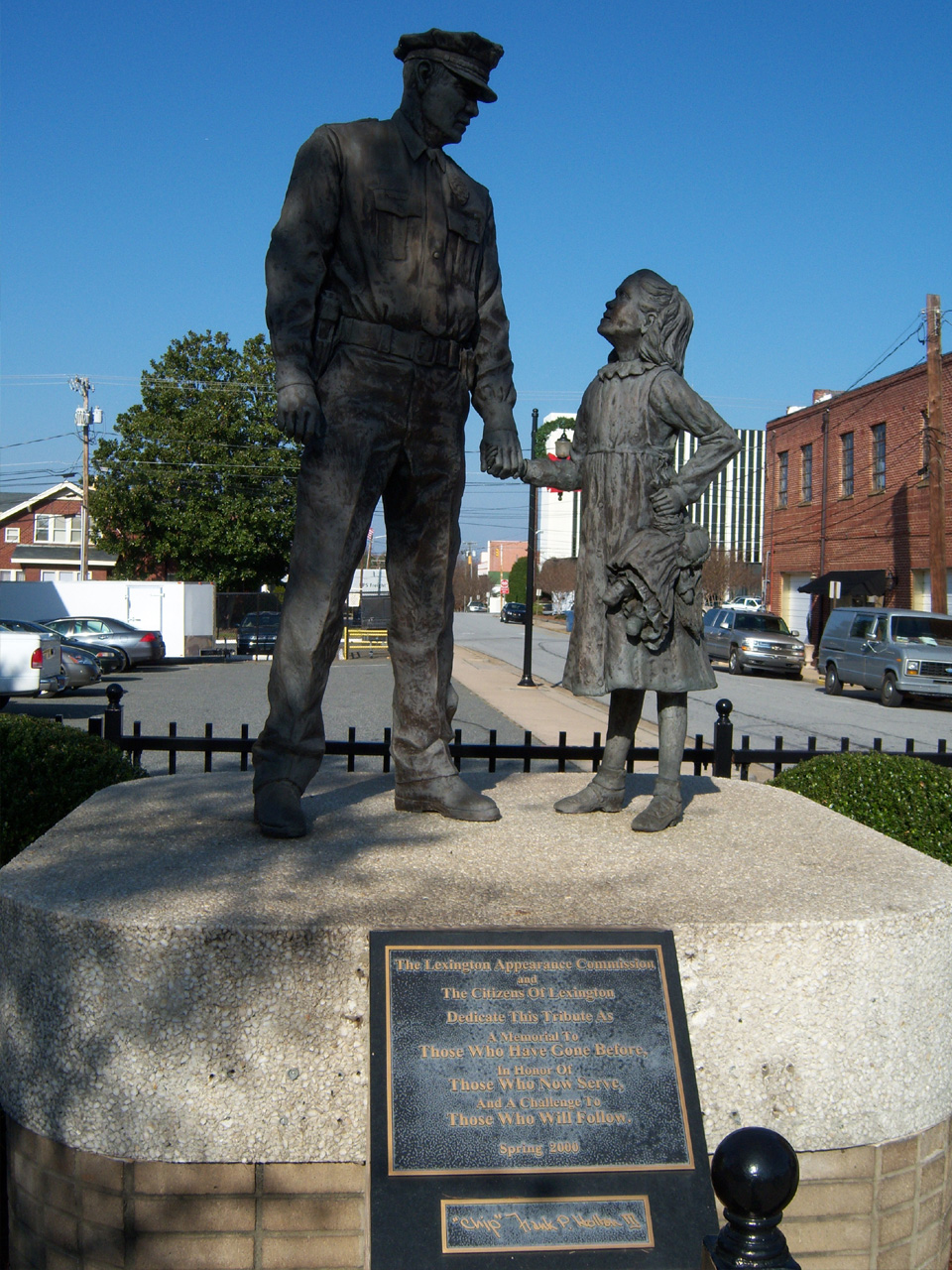
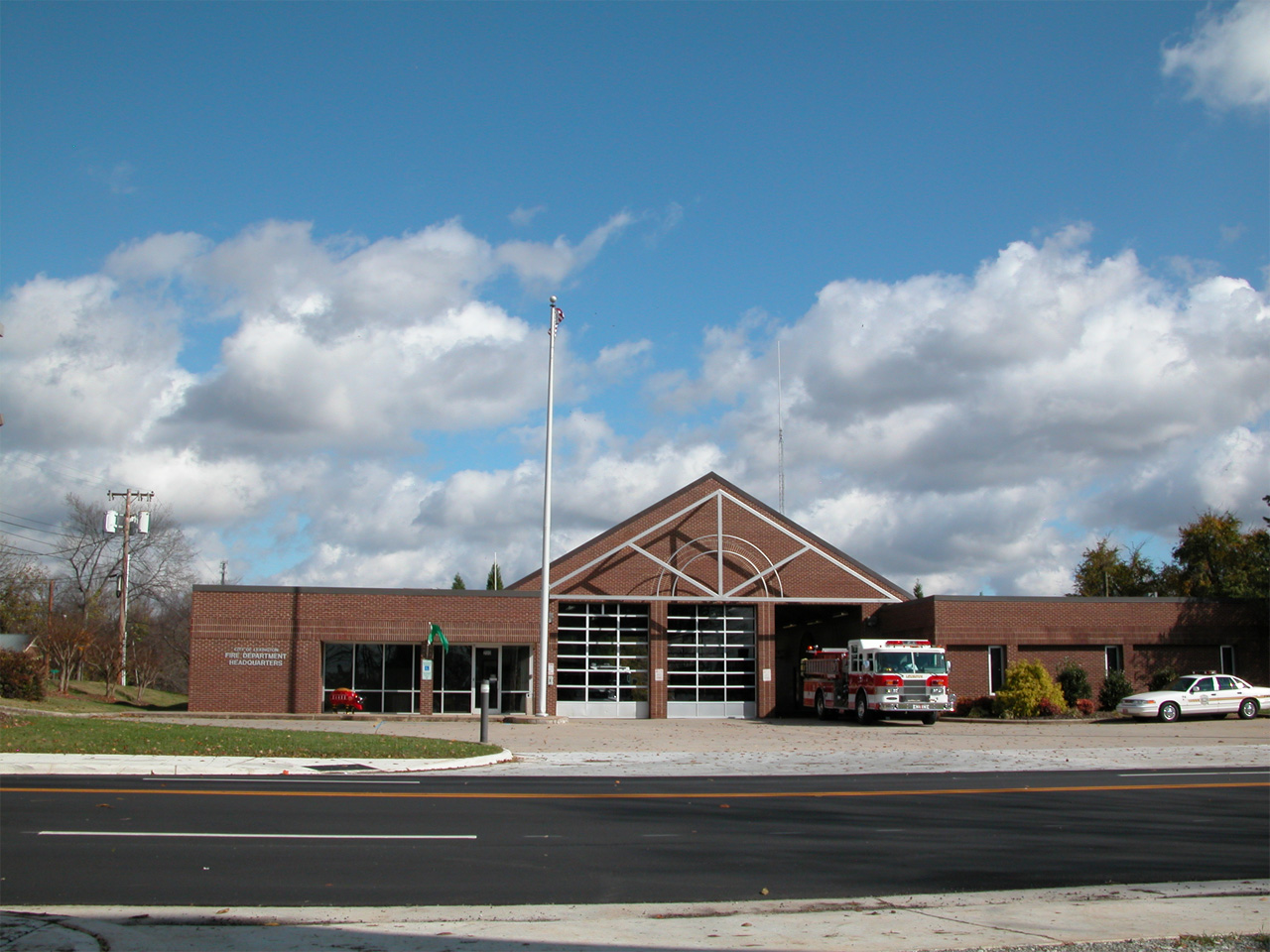
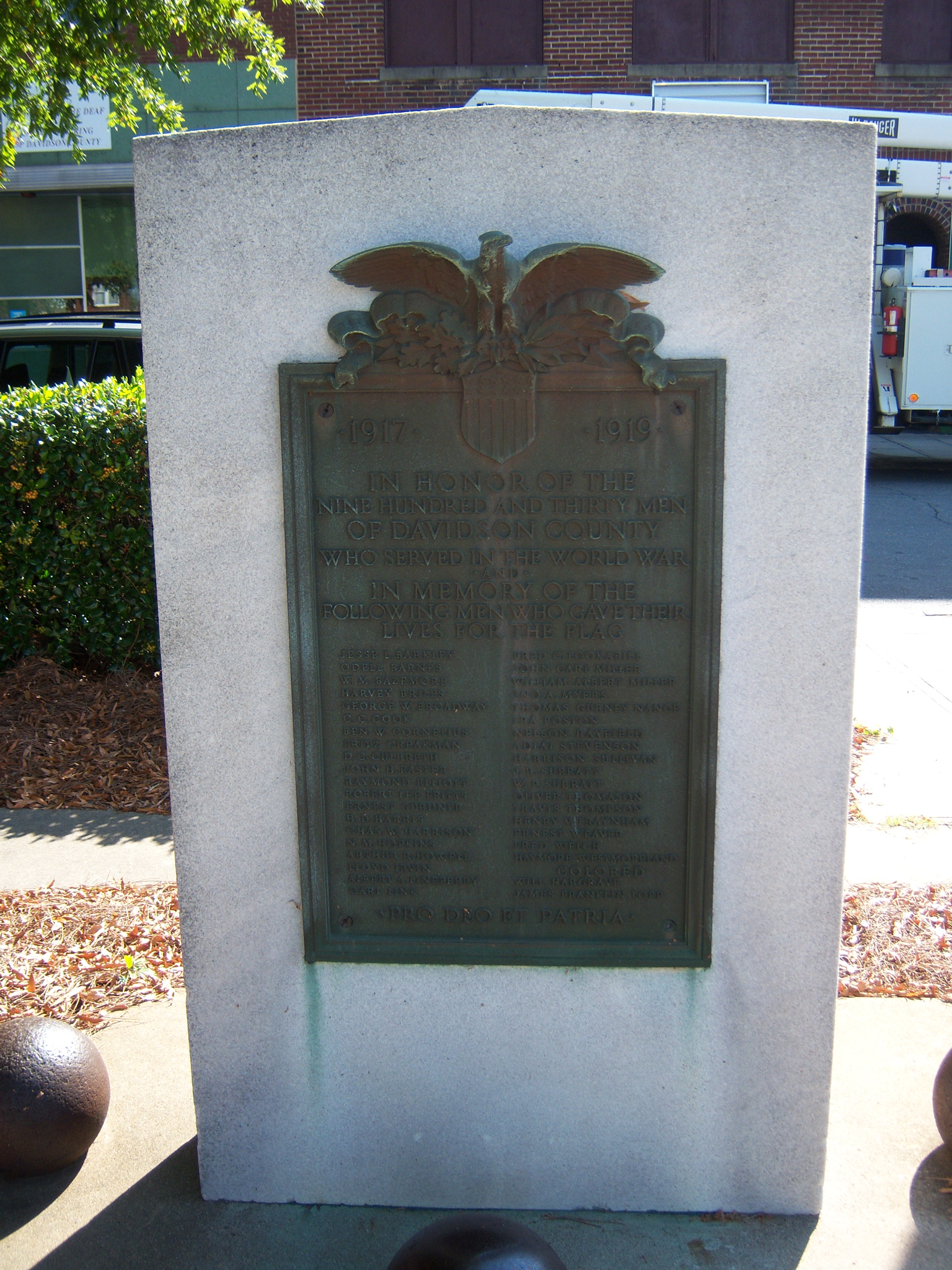
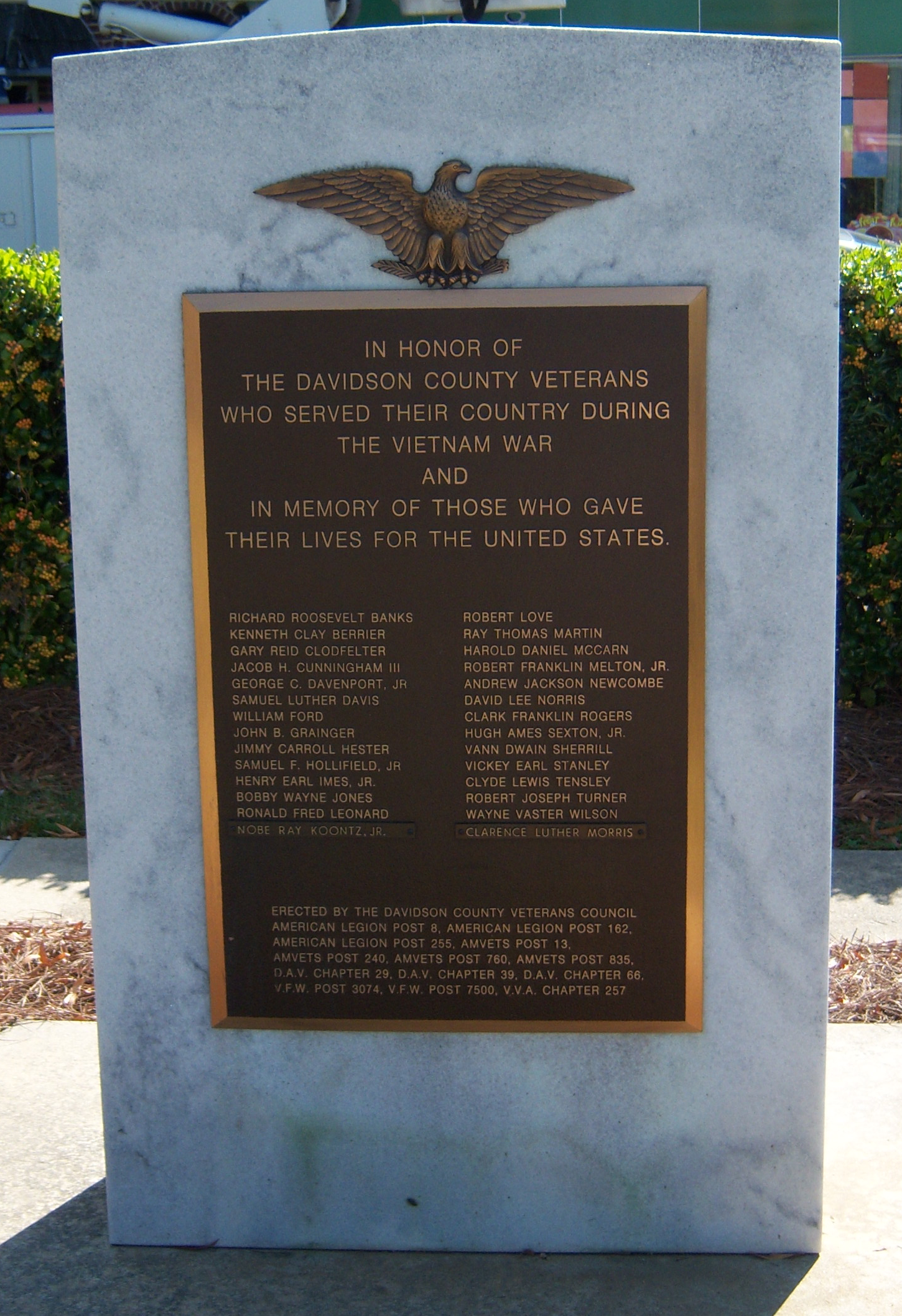
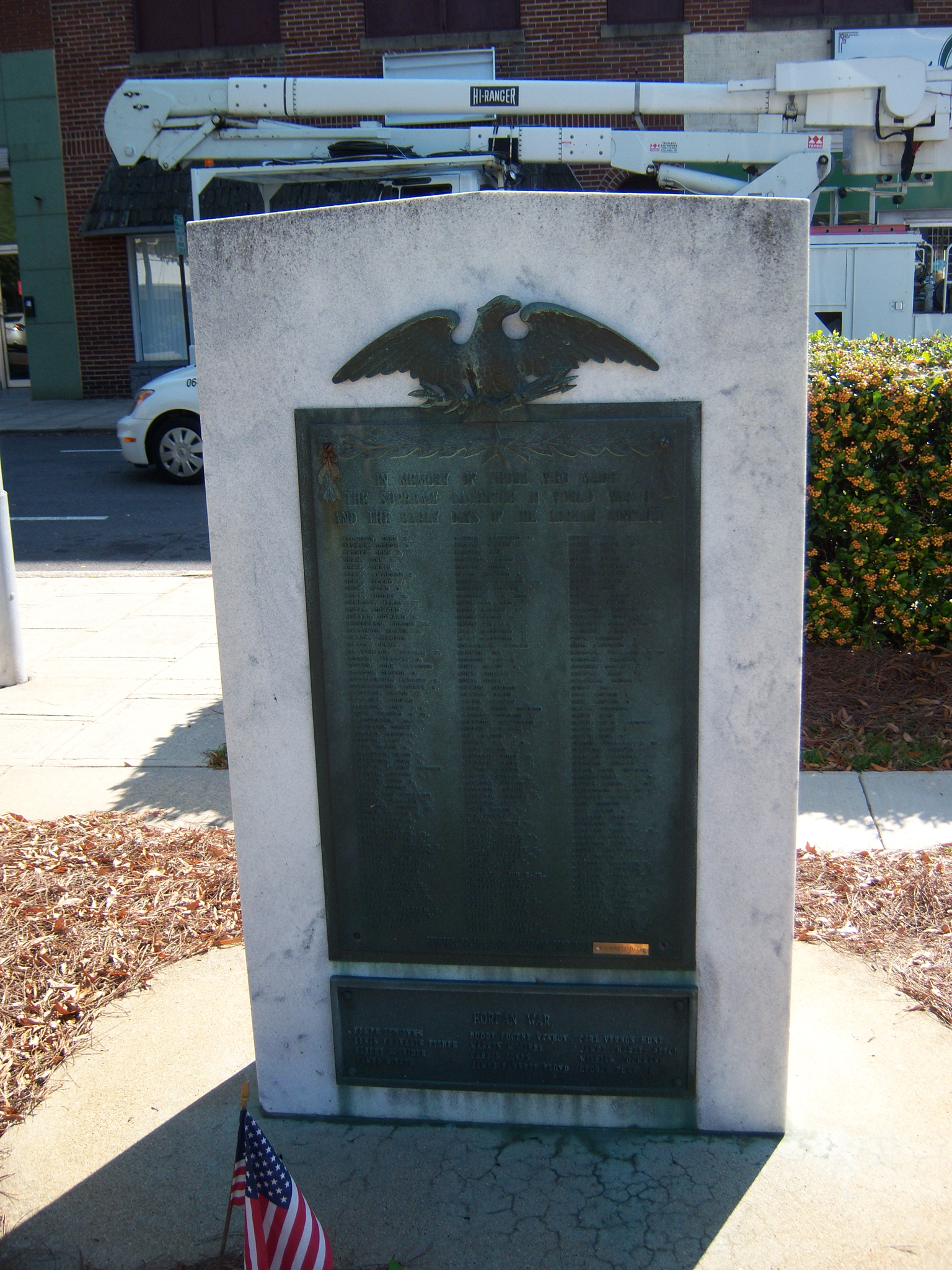
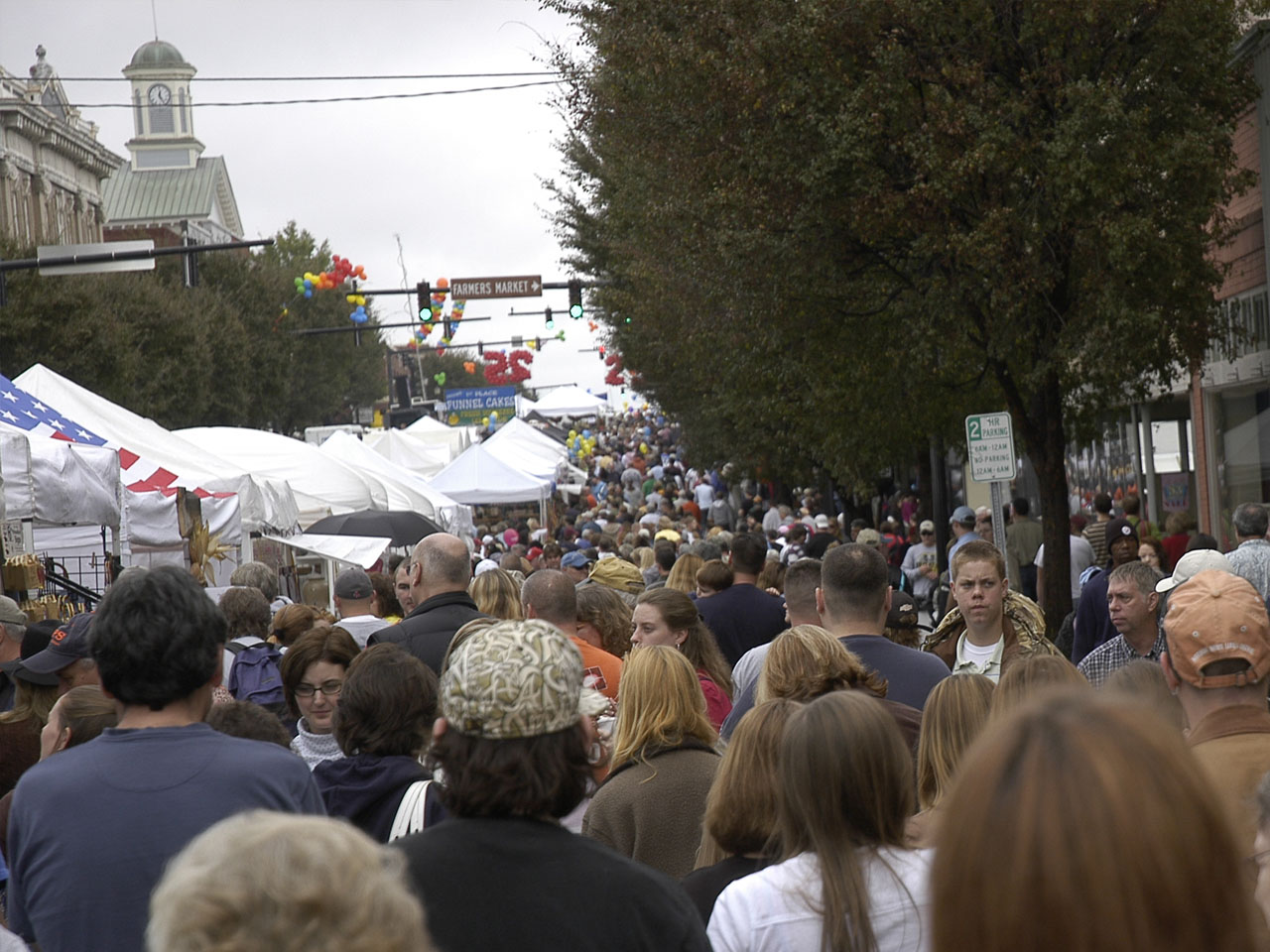
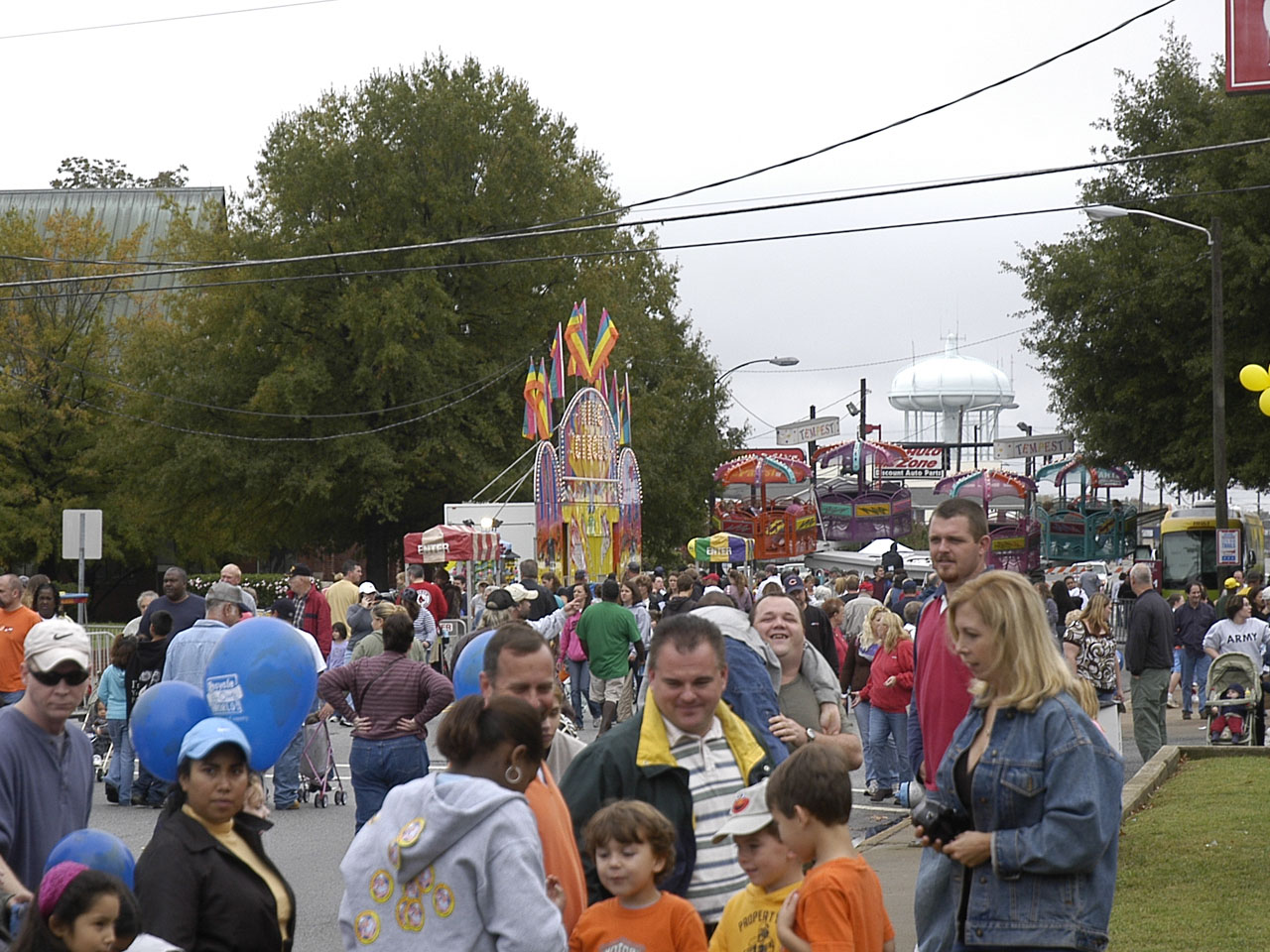
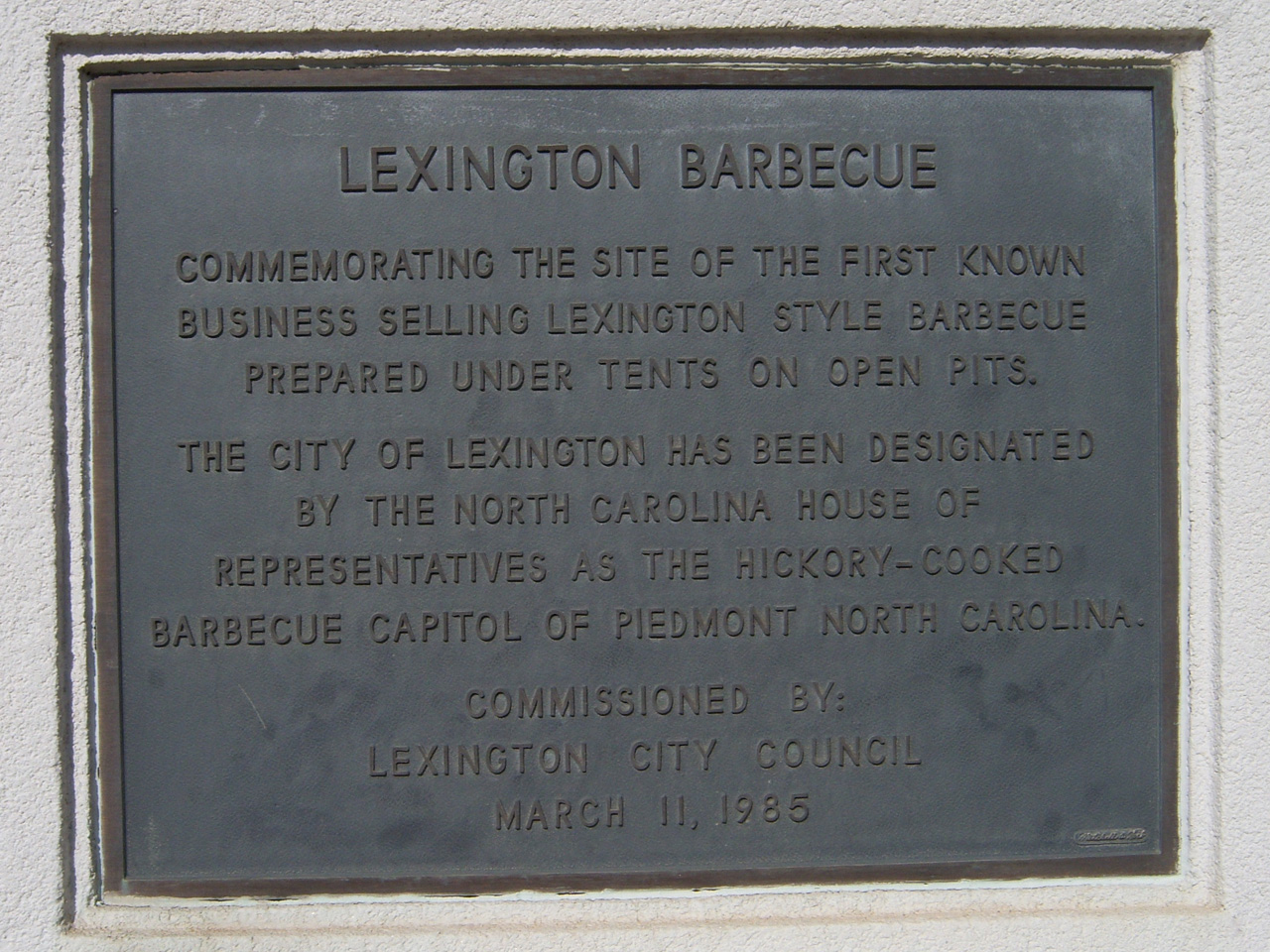
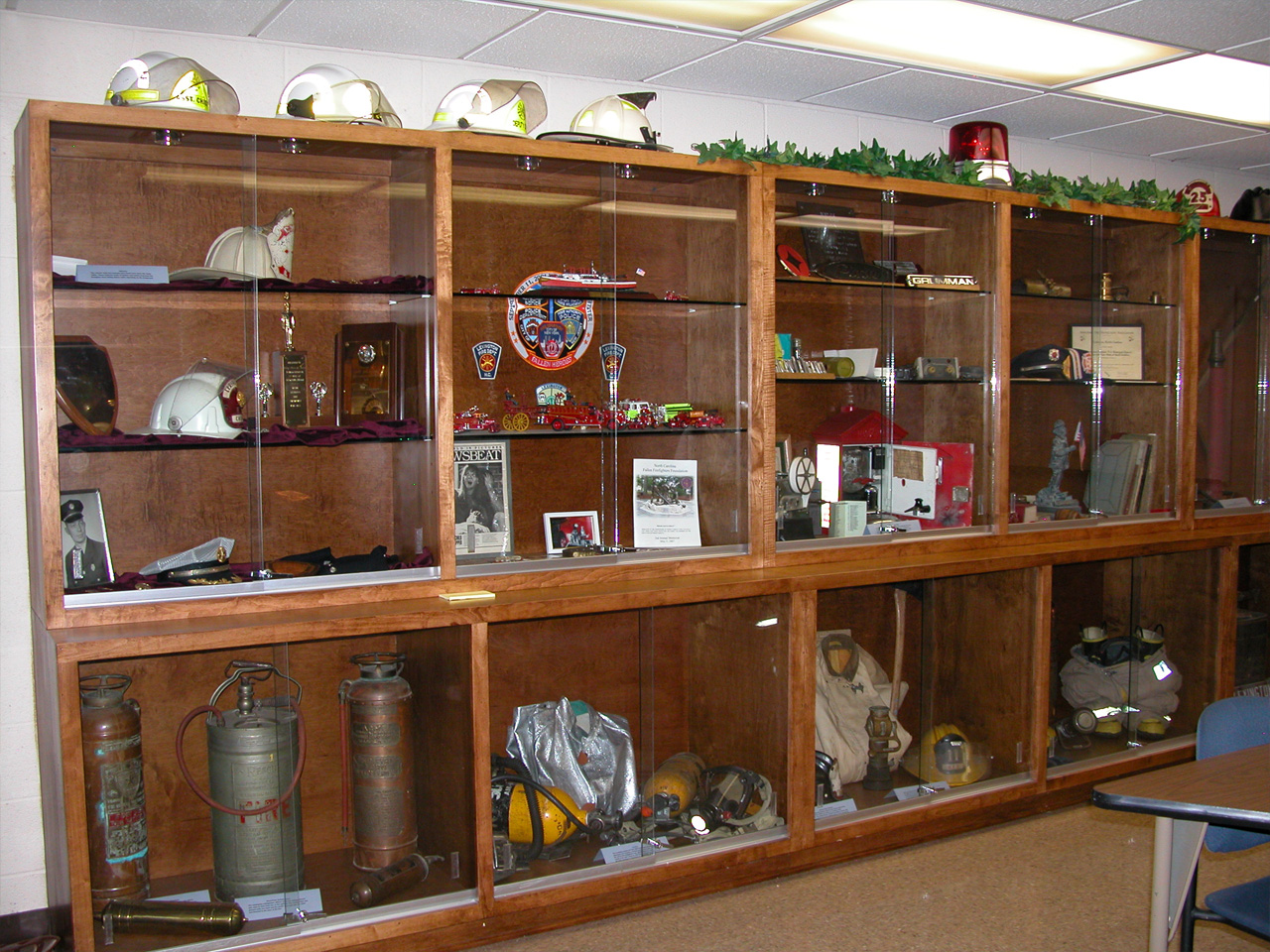